# Associazione Calcio Verona 1953-1954
Questa pagina raccoglie le informazioni riguardanti l'Associazione Calcio Verona nelle competizioni ufficiali della stagione 1953-1954.

## Stagione
Nella stagione 1953-1954 il Verona disputò il ventunesimo campionato di Serie B della sua storia.

## Divise
| 1ª maglia |

## Organigramma societario
Area direttiva
- Presidente: Giorgio Mondadori

Area tecnica
- Allenatore: Luigi Rossetto, poi Luigi Ferrero (dal 4 febbraio 1954)[2]

## Rosa
| N. |                   | Ruolo | Calciatore          |
| -- | ----------------- | ----- | ------------------- |
|    | Italia (bandiera) | P     | Franco Cardani      |
|    | Italia (bandiera) | P     | Guido Visco Gilardi |
|    | Italia (bandiera) | D     | Sante Begalli       |
|    | Italia (bandiera) | D     | Bruno Bosio         |
|    | Italia (bandiera) | D     | Gabriele De Toni    |
|    | Italia (bandiera) | D     | Luciano Gariboldi   |
|    | Italia (bandiera) | D     | Lionello Tulissi    |
|    | Italia (bandiera) | C     | Cesare Franchini    |
|    | Italia (bandiera) | C     | Mario Marini        |
|    | Italia (bandiera) | C     | Andrea Milani       |
|    | Italia (bandiera) | C     | Stefano Raise       |

| N. |                   | Ruolo | Calciatore         |
| -- | ----------------- | ----- | ------------------ |
|    | Italia (bandiera) | C     | Ermanno Scaramuzzi |
|    | Italia (bandiera) | C     | Antonio Sessa      |
|    | Italia (bandiera) | A     | Luigi Caldana      |
|    | Italia (bandiera) | A     | Flavio Cecconi     |
|    | Italia (bandiera) | A     | Loris Lonardi      |
|    | Italia (bandiera) | A     | Renato Luosi       |
|    | Italia (bandiera) | A     | Carlo Matteucci    |
|    | Italia (bandiera) | A     | Luigi Poli         |
|    | Italia (bandiera) | A     | Rolando Vicovaro   |
|    | Italia (bandiera) | A     | Adriano Zecca      |
|    | Italia (bandiera) | A     | Alvaro Zian        |

## Risultati

### Serie B

#### Girone di andata
| Arbitro: | Occhinegro (Taranto) |

|             |           |  |
| Cecconi 43’ | Marcatori |  |

| Vicenza 20 settembre 1953 | Lanerossi Vicenza  | 0 – 0 | Verona | Stadio Romeo Menti\| Arbitro: \| Canavesio (Torino) \| |
| Arbitro:                  | Canavesio (Torino) |       |        |                                                        |

| Arbitro: | Coppa (Mariano Comense) |

|           |           |  |
| Zecca 59’ | Marcatori |  |

| Treviso 4 ottobre 1953 | Treviso            | 0 – 0 | Verona | Stadio Comunale\| Arbitro: \| Campanati (Milano) \| |
| Arbitro:               | Campanati (Milano) |       |        |                                                     |

| Arbitro: | Scaramella (Roma) |

|           |           |             |
| Zecca 24’ | Marcatori | 69’ Turconi |

| Arbitro: | Marchetti (Milano) |

|                |           |  |
| Fioravanti 50’ | Marcatori |  |

| Arbitro: | Corallo (Lecce) |

|               |           |  |
| Mezzalira 42’ | Marcatori |  |

| Arbitro: | Grandville (Roma) |

|                                  |           |            |
| Zian 6’, 31’, 32’ Zecca 80’, 81’ | Marcatori | 89’ Parodi |

| Arbitro: | Valsecchi (Milano) |

|  |           |              |
|  | Marcatori | 1’ Gariboldi |

| Arbitro: | Alterio (Roma) |

|                                      |           |            |
| Zecca 13’ Scaramuzzi 26’ Lonardi 52’ | Marcatori | 19’ Lulich |

| Arbitro: | Marchetti (Milano) |

|                 |           |                           |
| Serone 50’, 79’ | Marcatori | 27’ Lonardi 52’, 60’ Zian |

| Arbitro: | Arpaia (Roma) |

|                                             |           |  |
| Cecconi 27’ Lonardi 57’, 66’ Scaramuzzi 89’ | Marcatori |  |

| Arbitro: | Marchese (Napoli) |

|                                  |           |               |
| Bearzot 4’ Marin 25’ Manenti 49’ | Marcatori | 62’ Franchini |

| Arbitro: | Rigato (Venezia) |

|             |           |           |
| Lonardi 16’ | Marcatori | 9’ Novali |

| Arbitro: | Massai (Pisa) |

|             |           |           |
| Höfling 79’ | Marcatori | 89’ Luosi |

| Arbitro: | Liverani (Torino) |

|              |           |                |
| Marchesi 42’ | Marcatori | 62’, 82’ Zecca |

| Arbitro: | Valsecchi (Milano) |

|               |           |            |
| Gariboldi 90’ | Marcatori | 25’ Fabbri |

#### Girone di ritorno
| Arbitro: | Jonni (Macerata) |

|                                                       |           |           |
| Giammarinaro 13’ Scarascia 24’ Pallaoro 40’ Cabas 75’ | Marcatori | 85’ Sessa |

| Arbitro: | Guarnaschelli (Pavia) |

|                                    |           |                        |
| Lancioni 66’ (aut.) Scaramuzzi 69’ | Marcatori | 24’ Savoini 80’ Fabris |

| Arbitro: | Corallo (Lecce) |

|            |           |               |
| Basile 37’ | Marcatori | 38’ Matteucci |

| Arbitro: | Grillo (Afragola) |

|             |           |                           |
| Cecconi 21’ | Marcatori | 1’ Scagliarini 43’ Bodini |

| Arbitro: | Arpaia (Roma) |

|           |           |  |
| Baucè 45’ | Marcatori |  |

| Arbitro: | Boati (Milano) |

|                                                      |           |                               |
| Matteucci 29’ (rig.) Luosi 77’ De Andreis 90’ (aut.) | Marcatori | 12’, 68’ Massagrande 18’ Cori |

| Arbitro: | Bernardi (Bologna) |

|                       |           |               |
| Raise 35’ Cecconi 59’ | Marcatori | 20’ Torriglia |

| Arbitro: | Corallo (Lecce) |

|           |           |            |
| Torti 56’ | Marcatori | 6’ Lonardi |

| Arbitro: | Ferrari Aggradi (Firenze) |

|                                  |           |  |
| Matteucci 63’ (rig.) Lonardi 83’ | Marcatori |  |

| Lodi 4 aprile 1954                                                | Fanfulla  | 1 – 1                 | Verona | Stadio Dossenina |
| \| \| \| \| \| Carta 89’ \| Marcatori \| 43’ (rig.) Scaramuzzi \| |           |                       |        |                  |
|                                                                   |           |                       |        |                  |
| Carta 89’                                                         | Marcatori | 43’ (rig.) Scaramuzzi |        |                  |

| Arbitro: | Lo Bello (Siracusa) |

|                                             |           |         |
| Zian 3’ Zecca 7’ Scaramuzzi 24’ Lonardi 60’ | Marcatori | 49’ Bey |

| Arbitro: | Canepa (Genova) |

|             |           |  |
| Cuzzoni 45’ | Marcatori |  |

| Arbitro: | Marchetti (Milano) |

|         |           |  |
| Zian 2’ | Marcatori |  |

| Arbitro: | Scaramella (Roma) |

|              |           |  |
| De Prati 65’ | Marcatori |  |

| Arbitro: | Arpaia (Roma) |

|          |           |             |
| Poli 88’ | Marcatori | 77’ Höfling |

| Verona 23 maggio 1954 | Verona                   | 0 – 0 | Brescia | Stadio Marcantonio Bentegodi\| Arbitro: \| Smorto (Reggio Calabria) \| |
| Arbitro:              | Smorto (Reggio Calabria) |       |         |                                                                        |

| Arbitro: | Corallo (Lecce) |

|                     |           |  |
| Zamperlini 33’, 34’ | Marcatori |  |

## Statistiche

### Statistiche di squadra
| Competizione | Punti | In casa | In casa | In casa | In casa | In casa | In casa | In trasferta | In trasferta | In trasferta | In trasferta | In trasferta | In trasferta | Totale | Totale | Totale | Totale | Totale | Totale | DR |
| Competizione | Punti | G       | V       | N       | P       | Gf      | Gs      | G            | V            | N            | P            | Gf           | Gs           | G      | V      | N      | P      | Gf     | Gs     | DR |
| ------------ | ----- | ------- | ------- | ------- | ------- | ------- | ------- | ------------ | ------------ | ------------ | ------------ | ------------ | ------------ | ------ | ------ | ------ | ------ | ------ | ------ | -- |
| Serie B      | 36    | 17      | 9       | 6       | 2       | 32      | 16      | 17           | 3            | 6            | 8            | 12           | 21           | 34     | 12     | 12     | 10     | 44     | 37     | +7 |

### Statistiche dei giocatori
| Giocatore        | Serie B | Serie B |
| Giocatore        | Pres    | Gol     |
| ---------------- | ------- | ------- |
| S. Begalli       | 7       | 0       |
| B. Bosio         | 1       | 0       |
| L. Caldana       | 4       | 0       |
| F. Cardani       | 28      | -24     |
| F. Cecconi       | 25      | 4       |
| G. De Toni       | 32      | 0       |
| C. Franchini     | 8       | 1       |
| L. Gariboldi     | 28      | 2       |
| L. Lonardi       | 28      | 8       |
| R. Luosi         | 29      | 2       |
| M. Marini        | 31      | 0       |
| C. Matteucci     | 20      | 3       |
| A. Milani        | 16      | 0       |
| L. Poli          | 4       | 1       |
| S. Raise         | 10      | 1       |
| E. Scaramuzzi    | 30      | 5       |
| A. Sessa         | 15      | 1       |
| L. Tulissi       | 4       | 0       |
| R. Vicovaro      | 7       | 0       |
| G. Visco Gilardi | 6       | -12     |
| A. Zecca         | 27      | 7       |
| A. Zian          | 19      | 7       |